# Krzyżowy ogień (film 1947)
Krzyżowy ogień (ang. Crossfire) – amerykański dramat kryminalny z 1947 roku w reżyserii Edwarda Dmytryka, zrealizowany na podstawie powieści Richarda Brooksa. Fabuła dotyczy kwestii antysemityzmu.

## Główne role
- Robert Mitchum – sierżant Peter Keeley
- Robert Ryan – Montgomery
- Gloria Grahame – Ginny Tremaine
- Robert Young – kapitan Finlay
- Richard Benedict – Bill Wiliams
- William Phipps – Leroy
- Lex Barker – Harry

## Nagrody i nominacje
Oscary za rok 1947
- Najlepszy Film – wytwórnia: RKO Pictures (nominacja)
- Najlepszy Aktor Drugoplanowy – Robert Ryan (nominacja)
- Najlepsza Aktorka Drugoplanowa – Gloria Grahame (nominacja)
- Najlepszy Reżyser – Edward Dmytryk (nominacja)
- Najlepszy Scenariusz Adaptowany – John Paxton (nominacja)